# Carlos Trillo
Carlos Trillo (* 5. Mai 1943 in Buenos Aires; † 8. Mai 2011 in London) war ein argentinischer Comicautor, der mit zahlreichen Zeichnern zusammengearbeitet hat.

## Leben und Werk
Sein erstes Szenario schrieb Trillo im Alter von 20 Jahren für das Magazin Patoruzu. Für Patoruzu und die Zeitschrift Tía Vicenta arbeitete Trillo auch in den darauf folgenden Jahren. Im Jahr 1973 wurde er künstlerischer Leiter des Satiremagazins Satiricon. Insbesondere in Zusammenarbeit mit Alberto Breccia entstand in den 1970er Jahren die Comic-Umsetzung diverser literarischer Klassiker, unter anderem von den Gebrüdern Grimm. In den 1980er Jahren arbeitete Trillo unter anderem mit Jordi Bernet, Eduardo Risso, Domingo Mandrafina und Juan Giménez zusammen. Im Jahr 2000 schuf Trillo zusammen mit dem Zeichner Walter Fahrer den Comic Mon Nom n'est pas Wilson für den Verlag Casterman. Seit April 2002 schrieb er für die in Buenos Aires erscheinende Tageszeitung Clarin die Serie Cazados.
Trillo wurde 1978 mit dem Yellow Kid ausgezeichnet. Für den in Zusammenarbeit mit Mandrafina entstandenen Comic La Grande Arnaque erhielt er 1999 den Prix du scenario auf dem Festival International de la Bande Dessinée d’Angoulême. Zusammen mit Laura Scarpa erhielt Trillo im Jahr 2002 für Wie im richtigen Leben: Herzstolpern den Max-und-Moritz-Preis in der Kategorie Beste deutschsprachige Comic-Publikation für Jugendliche.